# Liste des communes de la province de La Corogne

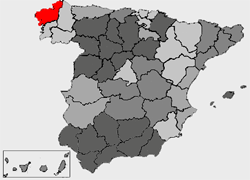
Localisation de la province de La Corogne en Espagne.

Liste des 93 communes de la Province de La Corogne dans la communauté autonome de Galice (Espagne).

## Liste

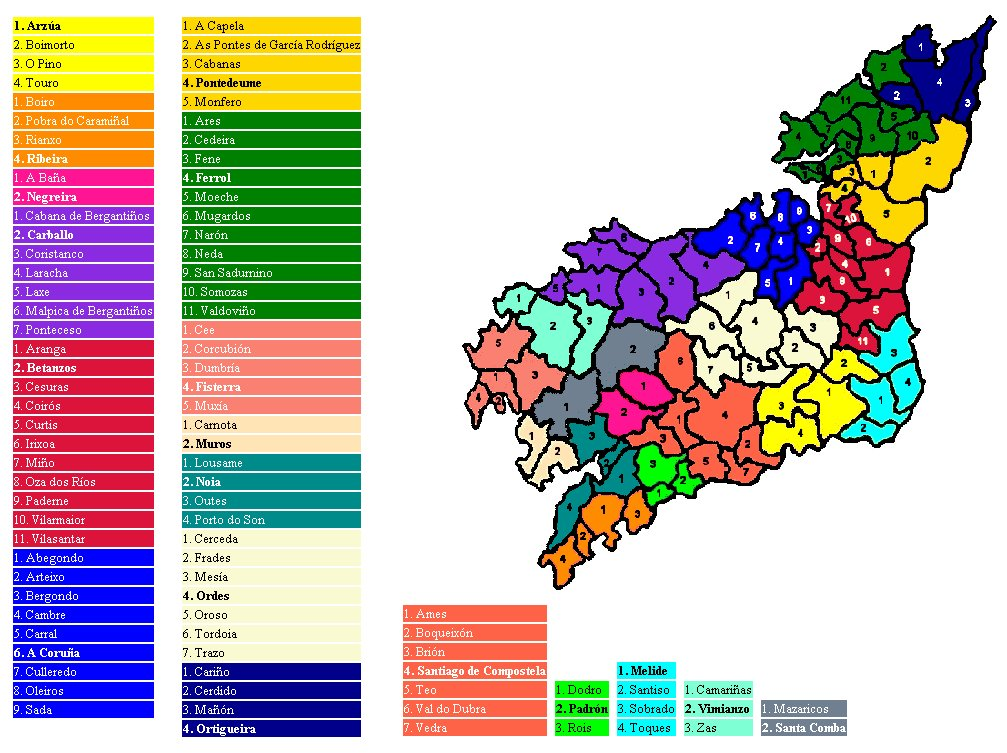
Carte des communes de la province de La Corogne, listées par comarque.

| Nom officiel (Nom en français)                        | Nom en castillan            | Pop. (2010) (hab.) | Superficie (km²) |
| ----------------------------------------------------- | --------------------------- | ------------------ | ---------------- |
| Cariño                                                | Cariño                      | 4 530              | 47,20            |
| Ortigueira                                            | Ortigueira                  | 6 871              | 210,03           |
| Mañón                                                 | Mañón                       | 1 602              | 82,21            |
| Cerdido                                               | Cerdido                     | 1 361              | 52,72            |
| Cedeira                                               | Cedeira                     | 7 412              | 85,42            |
| Valdoviño                                             | Valdoviño                   | 6 982              | 88,22            |
| Moeche                                                | Moeche                      | 1 401              | 48,50            |
| Ferrol                                                | Ferrol                      | 76 638             | 82,65            |
| Narón                                                 | Narón                       | 38 285             | 66,91            |
| San Sadurniño                                         | San Saturnino               | 3 098              | 99,76            |
| As Somozas                                            | Somozas                     | 1 342              | 70,91            |
| Neda                                                  | Neda                        | 5 489              | 23,68            |
| Fene                                                  | Fene                        | 14 092             | 26,29            |
| Mugardos                                              | Mugardos                    | 5 536              | 12,77            |
| Ares                                                  | Ares                        | 5 705              | 18,31            |
| Cabanas                                               | Cabañas                     | 3 375              | 30,32            |
| A Capela                                              | Capela                      | 1 399              | 58,00            |
| As Pontes de García Rodríguez                         | Puentes de García Rodríguez | 11 336             | 249,37           |
| Pontedeume                                            | Puentedeume                 | 8 370              | 29,26            |
| Monfero                                               | Monfero                     | 2 239              | 171,67           |
| Miño                                                  | Miño                        | 5 628              | 32,97            |
| Vilarmaior                                            | Villarmayor                 | 1 277              | 30,35            |
| Paderne                                               | Paderne                     | 2 653              | 39,83            |
| Irixoa                                                | Irijoa                      | 1 501              | 68,59            |
| Betanzos                                              | Betanzos                    | 13 673             | 24,19            |
| Coirós                                                | Coirós                      | 1 722              | 33,87            |
| Oza-Cesuras                                           | Oza-Cesuras                 | 5 407              | 151,60           |
| Aranga                                                | Aranga                      | 2 126              | 119,65           |
| Curtis                                                | Curtis                      | 4 228              | 116,57           |
| Vilasantar                                            | Vilasantar                  | 1 406              | 59,22            |
| Arteixo                                               | Arteijo                     | 30 255             | 93,68            |
| A Coruña (La Corogne)                                 | La Coruña                   | 246 047            | 37,83            |
| Oleiros                                               | Oleiros                     | 33 550             | 43,66            |
| Bergondo                                              | Bergondo                    | 6 758              | 32,72            |
| Sada                                                  | Sada                        | 14 734             | 27,49            |
| Culleredo                                             | Culleredo                   | 28 737             | 61,73            |
| Cambre                                                | Cambre                      | 23 621             | 40,74            |
| Carral                                                | Carral                      | 5 945              | 48,03            |
| Abegondo                                              | Abegondo                    | 5 765              | 83,81            |
| Ponteceso                                             | Puenteceso                  | 6 215              | 91,97            |
| Malpica de Bergantiños                                | Malpica de Bergantiños      | 6 178              | 61,22            |
| Carballo                                              | Carballo                    | 31 149             | 186,09           |
| A Laracha                                             | Laracha                     | 11 213             | 125,95           |
| Laxe                                                  | Lage                        | 3 417              | 36,78            |
| Cabana de Bergantiños                                 | Cabana de Bergantiños       | 4 909              | 100,23           |
| Coristanco                                            | Coristanco                  | 7 165              | 141,28           |
| Camariñas                                             | Camariñas                   | 6 226              | 51,60            |
| Vimianzo                                              | Vimianzo                    | 8 128              | 187,27           |
| Zas                                                   | Zas                         | 5 295              | 133,29           |
| Muxía                                                 | Mugía                       | 5 423              | 121,19           |
| Cee                                                   | Cee                         | 7 818              | 57,45            |
| Dumbría                                               | Dumbría                     | 3 705              | 125,19           |
| Fisterra                                              | Finisterre                  | 4 995              | 29,43            |
| Corcubión                                             | Corcubión                   | 1 803              | 6,52             |
| Carnota                                               | Carnota                     | 4 904              | 70,90            |
| Muros                                                 | Muros                       | 9 704              | 72,91            |
| Mazaricos                                             | Mazaricos                   | 4 854              | 187,30           |
| Santa Comba                                           | Santa Comba                 | 10 408             | 203,70           |
| A Baña                                                | Baña (La)                   | 4 320              | 98,19            |
| Negreira                                              | Negreira                    | 7 029              | 115,10           |
| Cerceda                                               | Cerceda                     | 5 486              | 111,27           |
| Tordoia                                               | Tordoya                     | 4 268              | 124,55           |
| Ordes                                                 | Órdenes                     | 12 868             | 157,23           |
| Mesía                                                 | Mesía                       | 2 918              | 107,07           |
| Frades                                                | Frades                      | 2 648              | 81,56            |
| Trazo                                                 | Trazo                       | 3 496              | 101,30           |
| Oroso                                                 | Oroso                       | 7 050              | 72,60            |
| Sobrado                                               | Sobrado                     | 2 139              | 120,64           |
| Toques                                                | Toques                      | 1 387              | 77,93            |
| Melide                                                | Mellid                      | 7 838              | 101,30           |
| Santiso                                               | Santiso                     | 1 930              | 67,39            |
| Boimorto                                              | Boimorto                    | 2 271              | 82,34            |
| O Pino                                                | El Pino                     | 4 718              | 132,15           |
| Arzúa                                                 | Arzúa                       | 6 409              | 155,48           |
| Touro                                                 | Touro                       | 4 151              | 115,34           |
| Outes                                                 | Outes                       | 7 313              | 99,74            |
| Noia                                                  | Noya                        | 14 947             | 37,21            |
| Lousame                                               | Lousame                     | 3 699              | 93,65            |
| Porto do Son                                          | Puerto del Son              | 9 873              | 94,58            |
| Ribeira                                               | Ribeira                     | 27 504             | 68,83            |
| A Pobra do Caramiñal                                  | Puebla del Caramiñal        | 9 858              | 32,51            |
| Boiro                                                 | Boiro                       | 19 076             | 86,58            |
| Rianxo                                                | Rianjo                      | 11 826             | 58,79            |
| Dodro                                                 | Dodro                       | 3 017              | 36,12            |
| Padrón                                                | Padrón                      | 8 985              | 48,37            |
| Rois                                                  | Rois                        | 4 936              | 92,76            |
| Val do Dubra                                          | Valle del Dubra             | 4 386              | 108,64           |
| Brión                                                 | Brión                       | 7 347              | 74,90            |
| Ames                                                  | Ames                        | 27 900             | 80,04            |
| Santiago de Compostela (Saint-Jacques-de-Compostelle) | Santiago de Compostela      | 94 824             | 220,00           |
| Boqueixón                                             | Boqueijón                   | 4 444              | 73,18            |
| Teo                                                   | Teo                         | 17 940             | 79,30            |
| Vedra                                                 | Vedra                       | 5 052              | 52,78            |
| TOTAL                                                 | 93                          | 1 149 458          | 7 950,38         |